# Лобкова Балка
Лобкова Ба́лка —  село в Україні, у Хорольській міській громаді Лубенського району Полтавської області. Населення становить 59 осіб. До 2020 орган місцевого самоврядування — Штомпелівська сільська рада.

## Населення

### Мова
Розподіл населення за рідною мовою за даними перепису 2001 року:
| Мова            | Кількість | Відсоток |
| --------------- | --------- | -------- |
| українська      | 57        | 96.61%   |
| інші/не вказали | 2         | 3.39%    |
| Усього          | 59        | 100%     |

## Географія
Село Лобкова Балка знаходиться на автомобільній дорозі М03, на відстані 1 км від села Ставки, за 1,5 км від сіл Павлівка, Ковтуни, Ванжина Долина та за 3,5 км - місто Хорол.

## Історія
12 червня 2020 року, відповідно до розпорядження Кабінету Міністрів України № 721-р «Про визначення адміністративних центрів та затвердження територій територіальних громад Полтавської області», село увійшло до складу Хорольської міської громади..
19 липня 2020 року, в результаті адміністративно - територіальної реформи та ліквідації Хорольського району, село увійшло до складу новоутвореного Лубенського району.